# Bruno Bruins
Bruno Johannes Bruins (n. 10 de julio de 1963) es un político neerlandés del Partido Popular por la Libertad y la Democracia (VVD).

## Trayectoria

### Secretaría de Estado en el gobierno Balkenende
Entre 2006 y 2007 fue secretario de Estado del Ministerio de Educación, Cultura y Ciencia en los gabinetes segundo y tercero del gobierno de Balkenende. Tras dejar el puesto, fue alcalde en funciones de Leidschendam-Voorburg en 2007.

### Carrera en el sector privado
Bruins se retiró de la vida política para trabajar en el sector privado. Fue director de la empresa de transporte Connexxion (2008-2011) y presidente de la Asociación de Seguros de Asalariados (2012-2017).

### Vuelta al gobierno
Tras las elecciones generales de 2017, Bruins fue nombrado ministro de Sanidad, Bienestar y Deporte en el tercer gabinete del gobierno de Mark Rutte.
Durante su mandato, gestionó el traslado de la Agencia Europea de Medicamentos de Londres a Ámsterdam, efectivo tras la salida del Reino Unido de la Unión Europea. También lideró la fase inicial de la lucha del gobierno neerlandés contra la pandemia de enfermedad por coronavirus. Tras sufrir un desvanecimiento que achacó al agotamiento, presentó su dimisión el 19 de marzo de 2020.

## Títulos y reconocimientos
| Distinciones |                                        |              |                     |
| Cinta        | Distinción                             | País         | Fecha               |
|              | Caballero de la Orden de Orange-Nassau | Países Bajos | 11 de abril de 2007 |